# Молодогвардейская (шахта)
Ша́хта «Молодогварде́йская» — угледобывающее предприятие в городе Молодогвардейск, Краснодонского городского совета Луганской области, (Украина), входит в ПАО «Краснодонуголь». Официальное название СП  «Шахтоуправление „Молодогвардейское“».
Фактическая добыча 4317/1500 тонн за сутки (1990—1999). В 2003 году добыто 906 тысяч тонн угля.
Максимальная глубина 700/773 м (1990—1999).
Протяжённость подземных выработок 106/32,5 км (1990/1999). В 1990—1999 годах разрабатывала пласты k2, і3' мощностью 1,7—2,0 м, угол падения — 5°. Пласты опасны из-за возможности взрыва угольной пыли или внезапных выбросов угля и газа, склонны к самовозгоранию.
Количество очистных забоев — 4/2, подготовительных — 6/5 (1990—1999). Количество работающих: 1543/1319 человек., в том числе под землёй 333/229 человек (1990—1999).
Крупнейшая авария на шахте «Молодогвардейская» произошла 10 августа 1979 года: 54 шахтёра погибли, 16 были ранены.

## Адрес
94415, г. Молодогвардейск, Луганская область, Украина.